# 石屯
石屯，原寫為石墩，是臺灣桃園市大溪區的一個傳統地域名稱，位於該區中部偏東北。相較於今日行政區，其範圍大致為月眉里中部。

## 歷史
台灣清治末期至日治初期，石屯地區為一街庄，稱為「石墩庄」，隸屬於海山堡。該庄西北隔大漢溪與缺仔庄相望，東北及東與烏塗窟庄為鄰，南邊為三層庄、田心仔庄，西南邊為月眉庄。
1901年（日治明治三十四年）11月，全台設置二十廳，該庄隸屬於桃仔園廳。1903年（明治三十六年），改名桃園廳。1909年（明治四十二年）10月，合併二十廳為十二廳，該庄隸屬不變。1920年（大正九年），廢十二廳改設五州二廳，該庄改制並雅化為「石屯」大字，隸屬於新竹州大溪郡大溪街，大字下有「上田心子」、「下田心子」小字名。
戰後大溪街改制為大溪鎮，隸屬於新竹縣，大字亦改制為里。1950年桃、竹、苗分治，大溪鎮改隸屬於桃園縣。2014年12月，桃園縣升格為直轄桃園市，大溪鎮改制為大溪區。

## 交通
省道台3線（中正路三段）俗稱「內山公路」，是臺北至屏東的幹道，大致以東南東—西北西走向蜿蜒經草嶺溪後轉北北東—南南西走向再轉橫向經過石屯地區中南部地帶，向東南東轉東可前往三峽、土城、板橋、臺北等地，向西轉西南可前往大溪市區、龍潭、關西、橫山等地。